# Карпович, Катажина
Катажина Карпович (пол. Katarzyna Karpowicz; 4 ноября 1985) — современная польская художница.

## Биография
Дочь художников Анны Карпович-Вестнер и Славомира Карповича. Её отец был профессором Краковской академии изящных искусств.  Родители вместе с дочерьми Иоанной и Катажиной жили и рисовали в мастерской на улице Пилсудского, ранее принадлежавшей  Ольге Бознанской.  В период с 2017 по 2019 год Карпович неизменно входила в тройку лучших молодых польских живописцев. Искусствовед Малгожата Чинска отмечает, что её картины сочетают в себе детское понимание красоты и несколько наивное доверие, но пронизаны страхом и переживанием жестокости судьбы. Тот же критик пишет, что произведения Карпович глубоко универсальны и экзистенциальны, вращаются вокруг отношений, ожиданий, надежд и страхов. Среди её работ также иллюстрации книг польских детских писателей.